# Albaniens økonomi
Albaniens økonomi har gennemgået en overgang fra planøkonomi til markedsbaseret økonomi med fri markedsøkonomi.
Landets økonomi er baseret på servicesektoren (54,1%), landbrugssektoren (21,7%) og industrisektoren (24,2%) sectors. Albanien har visse naturressourcer, og økonomien er primært understøttet af landbrug, fødevareproduktion, tømmer, olie, cement, kemikalier, minedrift, metaludvinding, vandkraft, turisme, tekstilindustri. De stærkeste sektore er energi, minedrift, metallurgi, landbrug og turisme. Den primære industrielle eksport er tøj og krom.
Turisme har været en stor kilde til national indkomst, særligt i sommermåneder. Med over 5,1 millioner turister årligt står turisme for over €1,5 mia. i indtægt.